# Lebensbild
Ein Lebensbild ist die Biografie einer Person, in der Regel in einer relativ kurzen Fassung oder Veranschaulichung.

## Theater, Musik, Literatur
Im 19. Jahrhundert nannte man eine biografische Variante des Theater-Melodrams Lebensbild (auch „Charakterbild“, „Zeitbild“). Der Schauspieler und Dramatiker Friedrich Kaiser beanspruchte die Erfindung dieser Gattung für sich. Die ländlichen Milieuschilderungen von Ludwig Anzengruber (Das vierte Gebot, 1878) sind eine Weiterentwicklung.
Franz von Suppè komponierte musikalische Lebensbilder, unter anderem über das Leben Mozarts (1854). Auch für Sammlungen von Liedern und Tänzen war der Begriff Lebensbild gebräuchlich. Der Berliner Verlag Rehtwisch bot um etwa 1900 ein Lebensbild Kaiser Wilhelms I. in „deutschen Liedern“ an.
Am häufigsten kam das Lebensbild jedoch in der biografischen Literatur vor: Eine prägnante, in sich abgeschlossene Darstellung sollte etwas Vergangenes oder Entferntes für den Leser oder Betrachter lebendig machen. Damals wurden die Fakten zumeist in einen blumigen, schwärmerischen Stil eingekleidet.
Den meisten Lebensbildern scheint gemeinsam zu sein, dass sie gar keine Bilder sind, sondern in Sprache oder Musik verfasst wurden und sich erst vor dem inneren Auge der Schauspieler, Musiker, Leser und Hörer zum Bild formen. Sie sollten also eine Herausforderung an die Imagination darstellen. Der Komponist Adolf Bernhard Marx erklärte in diesem Sinn, dass „festgehaltene psychologisch entfaltete Stimmungen zu wahren Lebens- und Karakterbildern werden“.
Lebende Bilder, die Stationen im Leben von Berühmtheiten, Lokalkolorit, soziale Verhältnisse oder berufliche Tätigkeiten veranschaulichten, wurden mitunter auch Lebensbild genannt.

## Familiengeschichte
Während wissenschaftliche und gedruckte Biografien zumeist nur historisch bedeutsame Personen erfassen, schreiben der Genealoge oder der Heimatforscher Lebensbilder auch für ganze einfache, durchschnittliche Personen. Über die in der Ahnenliste enthaltenen Grunddaten hinaus bringen Lebensbilder (auch als Anlage zur Ahnenliste geeignet) eine umfassende Beschreibung aller archivalisch belegbaren wichtigen Ereignisse und Lebensumstände einer Person, wobei die Totalerfassung aller Quellen über diese Person, ihre Familie und deren wirtschaftliche und soziale Verhältnisse das Arbeitsziel sind. Auf diese Weise leisten die Verfasser von Lebensbildern einen Beitrag zur Alltagsgeschichte und zur Heimatgeschichte, zu einer Geschichte von unten.
Die Sprache von Lebensbildern sollte kurz und knapp sein, nicht lyrisch und frei von Allgemeinplätzen. Lebensbilder sind an den nachprüfbaren Tatsachen orientiert und deshalb keine Form der schöngeistigen Literatur. Abgesehen vom Eigengebrauch können die Texte den zuständigen regionalen und wissenschaftlichen Bibliotheken und der Zentralstelle für deutsche Personen- und Familiengeschichte Leipzig übergeben werden.